# Poços de Caldas Futebol Clube
Poços de Caldas Futebol Clube byl brazilský fotbalový klub z Poços de Caldas. Klub byl založen v roce 2007 a zanikl v roce 2013. Svoje domácí utkání hrál na Ronaldão (stadium) s kapacitou 14 000 diváků.